# بای
بای (به ایتالیایی: Baia) یک منطقهٔ مسکونی در ایتالیا است که در باکولی واقع شده‌است.